# Partido Comunista de Moçambique
Partido Comunista de Moçambique ou Pacomo foi um Partido Comunista fundado em Moçambique em 1995.